# 32262 Marinferrais
32262 Marinferrais este o planetă minoră (asteroid) din centura de asteroizi. A fost descoperită pe 29 iulie 2000 la Stația Anderson Mesa de Lowell Observatory Near-Earth-Object Search. 
Obiectul prezintă o orbită caracterizată de o semiaxă mare de 2,5769917 UAi, o excentricitate de 0,14, o înclinație de 1,65351 ° în raport cu ecliptica.